# Artobazanes
Artobazanes (medisch Rtabrzana; * vor 522 v. Chr.; † vor 485 v. Chr.) war ein Angehöriger der persischen Achämenidendynastie im 5. Jahrhundert v. Chr. Er war der erstgeborene Sohn und damit potentieller Thronfolger des Großkönigs Dareios I. aus dessen erster Ehe mit einer Tochter des Gobryas. Seine Vollbrüder waren Ariamenes und Ariabignes.
Als Dareios I. im Jahr 486 v. Chr. seine Rüstungen zu einem Feldzug gegen Griechenland beendet hatte, der die verlorene Schlacht bei Marathon vergelten sollte, war unter seinen Söhnen ein Streit um die Regentschaft über das Reich ausgebrochen. Artobazanes reklamierte die Regentschaft und damit auch die Thronfolge für sich unter Hinweis auf sein Erstgeburtsrecht, welches seit jeher unter den Persern gegolten habe. Sein Halbbruder Xerxes I. aber widersprach dem und verwies auf die Tatsache, dass er nicht nur der Enkelsohn mütterlicherseits des Kyros II., sondern auch der erste Sohn des Dareios war, der nach dessen Thronbesteigung im Jahr 522 v. Chr. geboren wurde. Zum Standpunkt des Xerxes hatte der an den persischen Hof exilierte ehemalige Spartanerkönig Demaratos geraten unter Hinweis, dass es in Sparta von alters her üblich war, dass stets der Nachgeborene den Vorzug gegenüber seinen älteren Brüdern in der Thronfolge erhielt, sofern diese vor dem Amtsantritt des Vaters geboren waren. Diesem Rat hatte Dareios I. letztlich beigepflichtet und Xerxes zu seinem Thronfolger bestimmt.  Xerxes hatte also das Prinzip der „Purpurgeburt“ herangezogen, um sein Nachfolgerecht zu untermauern.
Die Geschichte von Herodot um die Konkurrenz zwischen Artobazanes und Xerxes I. wird heute als erfunden eingeschätzt. Zumal der römische Geschichtsschreiber Justin von einem guten Einvernehmen zwischen den Brüdern spricht. Die Geschichte deckt sich aber mit dem Tenor einer Äußerung von Xerxes I. auf der Inschrift XPf, wonach er bei seiner Wahl zur Thronfolge durch seinen Vater seine Brüder erwähnt. Seine Bestimmung als Nachfolger war demnach ungewöhnlich.
Artobazanes muss nur kurz darauf gestorben sein, da er beim Tod des Vaters im Folgejahr nicht mehr erwähnt wird. Xerxes I. hatte tatsächlich auf den Thron nachfolgen können, was Ariamenes gemäß Justin als der nächstälteste der Brüder anerkannte.